# Zgrana piątka
Zgrana piątka (oryg. Five Farmies, 2017) – niemiecki serial dla dzieci.
Serial emitowany w Polsce na kanale Boomerang od 23 czerwca 2018 roku.

## Fabuła
Kakadu MC Wporzo to zapalony podróżnik. Pewnego dnia trafia na farmę, gdzie spotyka psa Paco, króliki Kimi i Loonę oraz osła Jerzyka. Jego nowi przyjaciele nigdy nie widzieli świata poza domem. Papuga opowiada im więc o swoich doświadczeniach i przygodach, które przeżyła podczas licznych wojaży.

## Wersja polska
Wystąpili:
- Bartosz Obuchowicz – kakadu WC Wporzo
- Grzegorz Kwiecień – pies Paco
- Paweł Szczesny – osioł Jerzyk
- Beata Wyrąbkiewicz – królik Kimi
- Barbara Garstka – królik Loona

i inni
Piosenkę tytułową śpiewał: Piotr Gogol
Lektor tytułu: Tomasz Kozłowicz

## Spis odcinków
| Premiera odcinka           | N/o | Polski tytuł       | Angielski tytuł      |
| -------------------------- | --- | ------------------ | -------------------- |
|                            |     |                    |                      |
| SERIA PIERWSZA (2017-2018) |     |                    |                      |
|                            |     |                    |                      |
| 23.06.2018                 | 01  | Nowy lokator       | MC Digga Moves In    |
|                            |     |                    |                      |
| 24.06.2018                 | 02  | Kontrakt płytowy   | The Record Deal      |
|                            |     |                    |                      |
| 30.06.2018                 | 03  | Straszy            | The Haunted Barn     |
|                            |     |                    |                      |
| 01.07.2018                 | 04  | Choroba Kimi       | Kimi Is Ill          |
|                            |     |                    |                      |
| 07.07.2018                 | 05  | Jerzyk ma urodziny | Steven’s Birthday    |
|                            |     |                    |                      |
| 14.07.2018                 | 06  | Bezsenna noc       | Sleepless Night      |
|                            |     |                    |                      |
| 08.07.2018                 | 07  | Zniknęło na dobre  | What’s Gone is Gone  |
|                            |     |                    |                      |
| 15.07.2018                 | 08  | Na urlop           | Destination Holidays |
|                            |     |                    |                      |